# Clytia languida
Clytia languida is een hydroïdpoliep uit de familie Campanulariidae. De poliep komt uit het geslacht Clytia. Clytia languida werd in 1862 voor het eerst wetenschappelijk beschreven door A. Agassiz. 